# Barathrum
Barathrum er et finsk black/doom metal-band, dannet i 1990 under navnet Darkfeast. Darkfeast udgav dog kun en enkelt demo før bandet skiftede navn. Bandet var sammen med blandt andre Beherit og Impaled Nazarene et af de første finske black metal-bands.
Hvis man lægger startbogstaverne fra bandets første otte studiealbum sammen får man meddelelsen 'Heil Sova', hvilket sandsynligvis er en henvisning til bandets frontmand, Janne Sova.

## Medlemmer
- Janne Sova – vokal, bas (1990-, tidligere også guitar og trommer)
- Raakalainen – guitar (2007-)
- Antti-Pekka Karppinen – guitar (1998, 2000-2004, 2007-)
- Tomi Törnqvist – bas (2000-)
- Janne Leinonen – bas, vokal (1998-)
- Ykä – trommer (2007-)

### Tidligere medlemmer
- Aki Hytönen – guitar (1990-1991)
- Jetblack Roima – guitar (1991)
- Neva – guitar (1991)
- Niko – guitar (1991-1992)
- Bloodbeast – guitar (1993-1994)
- Reaper Sklethnor – guitar (1993-1994)
- Sulphur – guitar (1996)
- Warlord – guitar (1999)
- Teemu Raimoranta – guitar (1999-2000)
- Daimos666 – guitar (2005-2007)
- Mikko Silvennoinen – guitar (2000-2007)
- Ilu – trommer (1990-1992)
- Necronom Dethstrike – trommer (1993)
- Destrukkktorr – trommer (1993-1994)
- Pimeä – trommer (1995-1996)
- Nattasett – trommer (1998)
- Samuel Ruotsalainen – trommer (1999-2000)
- Janne Parviainen – trommer (2000-2007)
- Infernus – bas (1993-1996)
- Crowl – bas (1994)
- Henri Sorvali – keyboard (2000-2001)

## Diskografi

### Studiealbum
- 1995: Hailstorm
- 1995: Eerie
- 1997: Infernal
- 1998: Legions of Perkele
- 1999: Saatana
- 2000: Okkult
- 2002: Venomous
- 2005: Anno Aspera: 2003 Years After Bastard's Birth
- 2017: Fanatiko

### Ep'er
- 1997: Jetblack

### Livealbum
- 2009: Long Live Satan

### Demoer
- 1991: From Black Flames To Witchcraft
- 1991: Witchmaster
- 1992: Battlecry
- 1993: Sanctissime Colere Satanas
- 1993: Sanctus Satanas (Studio & Stage)
- 1993: Soaring up from Hell
- 1998: Devilry

### Singler
- 2002: "Black Flames And Blood"